# 室井淳司
室井淳司（むろい あつし、1975年 - ）は、日本のクリエイティブ・ディレクター。広島県出身。

## 経歴
- 広島県立広島井口高等学校を経て、東京理科大学理工学部建築学科を卒業後、博報堂に入社。
- 広告マーケティング界に「体験デザイン」を提唱。
- 博報堂史上初めて広告制作職域外からクリエイティブ・ディレクターに当時現職最年少で就任。
- 2013年に株式会社アーキセプトシティを設立。現在に至る。
- 一級建築士。
- 父親は、中国放送でアナウンサーやプロデューサー・ディレクターなどを務めた室井清司（在職中に病死）。

## 主な受賞
- レッド・ドット・デザイン賞 【ベスト・オブ・ベスト】
- iFデザイン賞
- グッドデザイン賞
- カンヌライオンズ 国際クリエイティビティ・フェスティバル 【銅賞】
- アジア太平洋広告祭【グランプリ】
- ACC TOKYO CREATIVITY AWARDS【金賞】
- JPMプランニング・ソリューション・アワード　【金賞】
- 日本空間デザイン賞　【銅賞】
- JCD賞【ベスト100】
- Frame Award
- DDA賞

## 書籍
- すべての企業はサービス業になる　〜今起きている変化に適応しブランドをアップデートする10 の視点〜 （宣伝会議／2018）ISBN:978-4-88335-455-9]
- 体験デザインブランディグ　〜コトの時代の、モノの価値の作り方〜（宣伝会議／2015）ISBN:978-4-88335-309-5]